# Morti nel 2012/Febbraio
| Questa pagina contiene informazioni ricavate automaticamente dalle voci biografiche con l'ausilio del template Bio e di un bot. L'aggiornamento è periodico e automatico e ricostruisce completamente la pagina. Se manca una persona in questa lista, sei pregato di non aggiungerla, ma accertati piuttosto che la sua voce biografica contenga il template Bio e che i dati anagrafici siano correttamente compilati. Se il template Bio manca, inseriscilo tu stesso o, in alternativa, metti l'avviso {{tmp\|Bio}} che ne segnala la mancanza. Se i dati riportati sono sbagliati, correggi direttamente la voce biografica; le modifiche saranno visibili in questa lista entro pochi giorni. Per chiarimenti vedi il progetto biografie. La lista contiene solo le 186 persone che sono citate nell'enciclopedia e per le quali è stato implementato correttamente il template Bio. Pagina aggiornata al 18 ago 2025. |

- 1º febbraio - Gerlando Alberti, mafioso italiano (n. 1927)
- 1º febbraio - Giorgio Bargioni, agronomo italiano (n. 1925)
- 1º febbraio - Don Cornelius, conduttore televisivo e produttore televisivo statunitense (n. 1936)
- 1º febbraio - Angelo Dundee, allenatore di pugilato statunitense (n. 1921)
- 1º febbraio - Sara González, cantautrice cubana
- 1º febbraio - Ladislav Kuna, allenatore di calcio e calciatore cecoslovacco (n. 1947)
- 1º febbraio - Charlie Spoonhour, allenatore di pallacanestro statunitense (n. 1939)
- 1º febbraio - Jerry Steiner, cestista, allenatore di pallacanestro e arbitro di pallacanestro statunitense (n. 1918)
- 1º febbraio - Wisława Szymborska, poetessa polacca (n. 1923)
- 2 febbraio - Frederick William Danker, lessicografo, grecista e biblista statunitense (n. 1920)
- 2 febbraio - Elwyn Friedrich, hockeista su ghiaccio e allenatore di hockey su ghiaccio svizzero (n. 1933)
- 2 febbraio - Dorothy Gilman, scrittrice statunitense (n. 1923)
- 2 febbraio - Leif Olsen, calciatore norvegese (n. 1927)
- 2 febbraio - Gianfranco Pardi, pittore e scultore italiano (n. 1933)
- 3 febbraio - John Christopher, scrittore e autore di fantascienza inglese (n. 1922)
- 3 febbraio - Veniero Di Petta, politico italiano (n. 1917)
- 3 febbraio - Ben Gazzara, attore e regista statunitense (n. 1930)
- 3 febbraio - Zalman King, regista, sceneggiatore e produttore cinematografico statunitense (n. 1941)
- 3 febbraio - Orlando Minchio, politico italiano (n. 1942)
- 3 febbraio - Ada Turci, giavellottista italiana (n. 1924)
- 4 febbraio - Nigel Doughty, imprenditore inglese (n. 1957)
- 4 febbraio - Gian Pietro Galizzi, politico italiano (n. 1931)
- 4 febbraio - Hubert Leitgeb, biatleta italiano (n. 1965)
- 4 febbraio - Martin Martínez, ciclista su strada spagnolo (n. 1946)
- 4 febbraio - Al Miksis, cestista statunitense (n. 1928)
- 4 febbraio - Karl Wolfgang Scheiber, politico, poeta e giornalista austriaco (n. 1921)
- 4 febbraio - Anacleto Verrecchia, filosofo, traduttore e giornalista italiano (n. 1926)
- 4 febbraio - Giovanni Volta, vescovo cattolico italiano (n. 1928)
- 4 febbraio - Mike deGruy, direttore della fotografia statunitense (n. 1951)
- 5 febbraio - Luciano Cafagna, storico e politico italiano (n. 1926)
- 5 febbraio - Sam Coppola, attore statunitense (n. 1932)
- 5 febbraio - Florence Green, militare e supercentenaria britannica (n. 1901)
- 5 febbraio - S. William Hinzman, attore e direttore della fotografia statunitense (n. 1936)
- 5 febbraio - Antonio Pin, allenatore di calcio e calciatore italiano (n. 1928)
- 6 febbraio - Peter Breck, attore statunitense (n. 1929)
- 6 febbraio - Francesco Galgano, giurista e avvocato italiano (n. 1932)
- 6 febbraio - Alfonso Lacedelli, sciatore alpino e bobbista italiano (n. 1917)
- 6 febbraio - Juan Vicente Lezcano, calciatore paraguaiano (n. 1937)
- 6 febbraio - Giacomo Martina, presbitero e storico italiano (n. 1924)
- 6 febbraio - David Rosenhan, docente statunitense (n. 1929)
- 6 febbraio - Antoni Tàpies, pittore, scultore e storico dell'arte spagnolo (n. 1923)
- 6 febbraio - Matthew Tawo Mbu, politico nigeriano (n. 1929)
- 6 febbraio - István Udvardi, pallanuotista ungherese (n. 1960)
- 6 febbraio - Janice Voss, astronauta statunitense (n. 1956)
- 7 febbraio - Maria Chessa Lai, poetessa italiana (n. 1922)
- 7 febbraio - Devy Erlih, violinista e docente francese (n. 1928)
- 7 febbraio - Harry Keough, allenatore di calcio e calciatore statunitense (n. 1927)
- 7 febbraio - Sergio Larrain, fotografo cileno (n. 1931)
- 8 febbraio - Giancarlo Cecconi, tiratore a segno italiano (n. 1935)
- 8 febbraio - Robert Clark, artista marziale britannico (n. 1946)
- 8 febbraio - Jacques Duchesne-Guillemin, storico delle religioni e orientalista belga (n. 1910)
- 8 febbraio - Giangiacomo Guelfi, baritono italiano (n. 1924)
- 8 febbraio - Lew Hitch, cestista statunitense (n. 1929)
- 8 febbraio - Laurie Main, attore inglese (n. 1922)
- 8 febbraio - Liliana Renzi, pianista italiana (n. 1928)
- 8 febbraio - Jimmy Sabater, musicista, compositore e arrangiatore statunitense (n. 1936)
- 8 febbraio - Luis Alberto Spinetta, cantante, chitarrista e compositore argentino (n. 1950)
- 8 febbraio - Irina Turova, velocista sovietica (n. 1935)
- 9 febbraio - Bruno Callieri, psichiatra italiano (n. 1923)
- 9 febbraio - John Hick, teologo, filosofo e storico britannico (n. 1922)
- 9 febbraio - Jill Kinmont Boothe, sciatrice alpina statunitense (n. 1936)
- 10 febbraio - Jacques D'Hondt, filosofo e partigiano francese (n. 1920)
- 10 febbraio - Guido Fanti, politico italiano (n. 1925)
- 10 febbraio - Arrigo Finzi, fisico italiano (n. 1917)
- 10 febbraio - Richard T. France, presbitero e biblista britannico (n. 1938)
- 10 febbraio - Giuseppe Persi, calciatore italiano (n. 1924)
- 10 febbraio - Adolfo Schwelm Cruz, pilota automobilistico argentino (n. 1923)
- 10 febbraio - Giuliano Zuccoli, dirigente d'azienda italiano (n. 1943)
- 11 febbraio - Paul Eeckhout, architetto belga (n. 1917)
- 11 febbraio - Mario Gasbarri, politico italiano (n. 1951)
- 11 febbraio - Whitney Houston, cantautrice, attrice e modella statunitense (n. 1963)
- 11 febbraio - Sergej Nikolaevič Kolosov, regista sovietico (n. 1921)
- 11 febbraio - Pino Lucchesi, politico italiano (n. 1941)
- 11 febbraio - Jeff Slade, cestista statunitense (n. 1941)
- 11 febbraio - Elza İbrahimova, compositrice sovietica (n. 1938)
- 12 febbraio - Zina Bethune, attrice statunitense (n. 1945)
- 12 febbraio - Guido Cappelloni, politico italiano (n. 1925)
- 12 febbraio - David Kelly, attore irlandese (n. 1929)
- 12 febbraio - Elena Kittnarová, soprano slovacco (n. 1931)
- 12 febbraio - Francesco Picardi, politico italiano (n. 1928)
- 12 febbraio - Onofrio Pirrotta, giornalista italiano (n. 1941)
- 12 febbraio - Carlo Sartori, autore televisivo, dirigente d'azienda e critico televisivo italiano (n. 1946)
- 12 febbraio - Lim Seng Kong, calciatore e giocatore di calcio a 5 malese (n. 1970)
- 12 febbraio - Pasquale Verrusio, pittore, scultore e incisore italiano (n. 1935)
- 12 febbraio - Gianni Williams, attore e doppiatore italiano (n. 1941)
- 13 febbraio - Sansón, calciatore spagnolo (n. 1924)
- 13 febbraio - Ladislau Biernaski, vescovo cattolico brasiliano (n. 1937)
- 13 febbraio - Frank Braña, attore spagnolo (n. 1934)
- 13 febbraio - Sophie Desmarets, attrice francese (n. 1922)
- 13 febbraio - Francesco Gamba, fumettista italiano (n. 1926)
- 13 febbraio - Severo Lombardoni, produttore discografico italiano (n. 1949)
- 13 febbraio - Giovanni Zavaglio, calciatore italiano (n. 1936)
- 14 febbraio - Mike Bernardo, kickboxer e pugile sudafricano (n. 1969)
- 14 febbraio - Diego Bosis, pilota motociclistico italiano (n. 1967)
- 14 febbraio - Vittoriano Esposito, critico letterario italiano (n. 1929)
- 14 febbraio - Reinhold Frosch, slittinista austriaco (n. 1935)
- 14 febbraio - Agostino Pavan, politico e sindacalista italiano (n. 1921)
- 14 febbraio - Péter Rusorán, pallanuotista ungherese (n. 1940)
- 15 febbraio - Charles Anthony Caruso, tenore statunitense (n. 1929)
- 15 febbraio - Eberhard Horst, scrittore tedesco (n. 1924)
- 15 febbraio - Lina Romay, attrice e attrice pornografica spagnola (n. 1954)
- 15 febbraio - Rolando Spanevello, calciatore e politico italiano (n. 1927)
- 15 febbraio - Evgenij Ivanovič Taškov, regista sovietico (n. 1926)
- 16 febbraio - Dušan Antunović, pallanuotista e allenatore di pallanuoto croato (n. 1947)
- 16 febbraio - Chikage Awashima, attrice giapponese (n. 1924)
- 16 febbraio - Gary Carter, giocatore di baseball statunitense (n. 1954)
- 16 febbraio - René Debenne, ciclista su strada francese (n. 1914)
- 16 febbraio - Baddeley Devesi, politico salomonese (n. 1941)
- 16 febbraio - Elyse Knox, attrice e modella statunitense (n. 1917)
- 16 febbraio - John Macionis, nuotatore statunitense (n. 1916)
- 16 febbraio - Anthony Shadid, giornalista statunitense (n. 1968)
- 16 febbraio - Gene Vance, cestista, allenatore di pallacanestro e dirigente sportivo statunitense (n. 1923)
- 16 febbraio - Erwin Wilhelm, calciatore tedesco (n. 1926)
- 17 febbraio - Gianfranco Benvenuti, cestista e allenatore di pallacanestro italiano (n. 1932)
- 17 febbraio - Mario Geymonat, filologo classico e latinista italiano (n. 1941)
- 17 febbraio - Ulric Neisser, psicologo tedesco (n. 1928)
- 17 febbraio - Eugene F. Stoermer, biologo statunitense (n. 1934)
- 17 febbraio - Nicolaas Govert de Bruijn, matematico olandese (n. 1918)
- 18 febbraio - Roald Aas, pattinatore di velocità su ghiaccio norvegese (n. 1928)
- 18 febbraio - József Breznay, pittore ungherese (n. 1916)
- 18 febbraio - Zvezdan Čebinac, allenatore di calcio e calciatore jugoslavo (n. 1939)
- 18 febbraio - Elizabeth Connell, soprano e mezzosoprano sudafricano (n. 1946)
- 18 febbraio - Peter Halliday, attore gallese (n. 1924)
- 18 febbraio - Gabriella Mercadini, fotografa italiana
- 19 febbraio - Ruth Barcan Marcus, filosofa e logica statunitense (n. 1921)
- 19 febbraio - Attilio Basile, chirurgo italiano (n. 1910)
- 19 febbraio - Sieglinde Bräuer, sciatrice alpina austriaca (n. 1942)
- 19 febbraio - Renato Dulbecco, biologo e medico italiano (n. 1914)
- 19 febbraio - Fausto Gianfranceschi, scrittore e giornalista italiano (n. 1928)
- 19 febbraio - John Paul Hogan, chimico statunitense (n. 1919)
- 19 febbraio - Giovanni Lilliu, archeologo e pubblicista italiano (n. 1914)
- 19 febbraio - Frits Staal, indologo e filosofo olandese (n. 1930)
- 19 febbraio - Stasys Stonkus, cestista sovietico (n. 1931)
- 19 febbraio - Vitalij Ivanovič Vorotnikov, politico sovietico (n. 1926)
- 19 febbraio - Georgi Čerkelov, attore bulgaro (n. 1930)
- 20 febbraio - Giovanni Brotto, ciclista su strada italiano (n. 1917)
- 20 febbraio - Raymond Cicci, allenatore di calcio e calciatore francese (n. 1929)
- 20 febbraio - Knut Torbjørn Eggen, calciatore e allenatore di calcio norvegese (n. 1960)
- 20 febbraio - Johnny Ezersky, cestista statunitense (n. 1922)
- 20 febbraio - Katie Hall, politica statunitense (n. 1938)
- 20 febbraio - Vera Marzot, costumista italiana (n. 1931)
- 20 febbraio - Edgardo Gabriel Storni, arcivescovo cattolico argentino (n. 1936)
- 20 febbraio - Sullivan Walker, attore e insegnante statunitense (n. 1946)
- 21 febbraio - Colin Ireland, serial killer britannico (n. 1954)
- 21 febbraio - Josef Kalt, canottiere svizzero (n. 1920)
- 21 febbraio - Riccardo Peloso, critico d'arte e giornalista italiano (n. 1943)
- 21 febbraio - Benjamin Romuáldez, politico e diplomatico filippino (n. 1930)
- 21 febbraio - Ėl'dor Urazbaev, regista sovietico (n. 1940)
- 22 febbraio - Marie Colvin, giornalista statunitense (n. 1956)
- 22 febbraio - Giovanni Consiglio, tenore italiano (n. 1923)
- 22 febbraio - Ljudmila Kasatkina, attrice sovietica (n. 1925)
- 22 febbraio - Enzo Sellerio, editore e fotografo italiano (n. 1924)
- 22 febbraio - Dick Anthony Williams, attore statunitense (n. 1938)
- 23 febbraio - Dror Barak, attore pornografico e modello israeliano (n. 1974)
- 23 febbraio - William Gay, scrittore statunitense (n. 1941)
- 23 febbraio - Zdravko Juričko, calciatore jugoslavo (n. 1929)
- 23 febbraio - Grigorij Kosych, tiratore a segno sovietico (n. 1934)
- 23 febbraio - Mariuccia Medici, attrice teatrale e insegnante svizzero (n. 1910)
- 23 febbraio - Ezio Monti, generale e aviatore italiano (n. 1917)
- 23 febbraio - Dmitri Nabokov, basso e traduttore statunitense (n. 1934)
- 23 febbraio - Stella Nardari, supercentenaria italiana (n. 1898)
- 23 febbraio - Sossio Pezzullo, politico italiano (n. 1929)
- 23 febbraio - Bruce Surtees, direttore della fotografia statunitense (n. 1937)
- 24 febbraio - István Anhalt, compositore ungherese (n. 1919)
- 24 febbraio - Maria Adelaide di Braganza, principessa portoghese (n. 1912)
- 24 febbraio - Des Cohen, nuotatore e pallanuotista sudafricano (n. 1927)
- 24 febbraio - Reid Mitchell, cestista canadese (n. 1926)
- 24 febbraio - Pery Ribeiro, cantante, compositore e attore brasiliano (n. 1937)
- 25 febbraio - André Joy, fumettista francese (n. 1925)
- 25 febbraio - Maurice André, trombettista francese (n. 1933)
- 25 febbraio - Dick Davies, cestista statunitense (n. 1936)
- 25 febbraio - Bruno Duranti, arbitro di pallacanestro italiano (n. 1941)
- 25 febbraio - Erland Josephson, attore e regista svedese (n. 1923)
- 26 febbraio - Árpád Fekete, allenatore di calcio e calciatore ungherese (n. 1921)
- 26 febbraio - Giulio Girardi, presbitero, teologo e filosofo italiano (n. 1926)
- 26 febbraio - Enrico Sirello, pittore italiano (n. 1930)
- 27 febbraio - Louis Bertorelle, cestista francese (n. 1932)
- 27 febbraio - Carlo Montanari, dirigente sportivo italiano (n. 1923)
- 27 febbraio - Armand Penverne, allenatore di calcio e calciatore francese (n. 1926)
- 27 febbraio - Tina Strobos, medico e psichiatra olandese (n. 1920)
- 28 febbraio - Jaime Graça, calciatore portoghese (n. 1942)
- 28 febbraio - Anders Kulläng, pilota di rally svedese (n. 1943)
- 29 febbraio - Roberto Arnaldi, conduttore radiofonico, paroliere e cantante italiano (n. 1941)
- 29 febbraio - Davy Jones, musicista, cantante e attore britannico (n. 1945)
- 29 febbraio - Sheldon Moldoff, fumettista e animatore statunitense (n. 1920)
- 29 febbraio - Luis Villa, cestista argentino (n. 1936)